# National Health
National Health — британская группа Кентерберийской сцены, основанная в 1975 году Дейвом Стюартом и Аланом Гоуэном. Группа получила своё название благодаря очкам Стюарта, выпущенным National Health Service.

## История
В ноябре 1973 года группы Hatfield and the North и Gilgamesh дали два эксклюзивных концерта в Лидсе и Лондоне, исполнив помимо собственных сетов совместную программу, написанную лидером Gilgamesh Аланом Гоуэном. Под впечатлением от совместного выступления Гоуэн и лидер Hatfield Стюарт увлеклись идеей создания рок-оркестра с двойными гитарами, двойными клавишными, басом, барабанами и тремя вокалистками.
В июле 1975 года им удалось сформировать группу National Health из 8 человек, в которую вошли гитаристы Фил Миллер и Фил Ли (из Hatfield и Gilgamesh соответственно), Стюарт и Гоуэн на клавишах, Монт Кемпбелл (басист из бывшей группы Стюарта Egg), Билл Бруфорд (бывший барабанщик Yes и King Crimson) и бэк-вокалистка Hatfield Аманда Парсонс.
Группа National Health стала исполнять кентерберийский прогрессив с налетом джаз-рока в духе Hatfield and the North с длинными, преимущественно инструментальными композициями, сложными клавишными партиями и насыщенной гитарой Миллера.
В феврале 1976 года National Health предприняли тур по Великобритании, после которого ушёл Ли (его на короткое время сменил Стив Хиллидж), а Бруфорд отправился в мировое турне с Genesis. Вскоре ушёл Монт Кемпбелл, и Гоуэн пригласил своего коллегу по Gilgamesh Нила Мюррея занять его место.
В 1977 году группа записала дебютный альбом National Health (1977), ставший одним из самых важных альбомов кентерберийской сцены. Материал альбома, написанный Гоуэном и Стюартом, состоит из длинных преимущественно инструментальных композиций, представляющих собой уникальную смесь рока, джаза и классической музыки в духе Gentle Giant. В записи альбома приняли участие в качестве гостей Джимми Хастингс (флейта и кларнет) и Джон Митчелл (перкуссия).
После записи альбома Парсонс и Гоуэн покинули группу. В составе из 4 человек National Health отправились в большой европейский тур, совпавший с выходом дебютного альбома, который в финансовом плане оказался катастрофой.
В январе 1978 года Нил Мюррей ушёл в Whitesnake, начав успешную карьеру сессионного и концертного музыканта. Его сменил Джон Гривс, в 1969-76 годах выступавший в Henry Cow. Он играл на басе, клавишных и пел в стиле, близком к Синклеру.
Группа выпустила второй альбом Of Queues and Cures (1978), в записи которого в качестве гостевых музыкантов участвовали Джимми Хастингс и виолончелистка Джорджи Борн из Henry Cow. Второй альбом отличался экспериментальным подходом, не похожим на изначальное творчество группы. Характерным примером была композиция Джона Гривса «Squarer For Maud», часть которой представляла собой студийную импровизацию. Тем не менее, превосходная вещь Миллера «Dreams Wide Awake» и сложная по структуре и содержанию композиция Стюарта «The Bryden 2-Step» были близки ранним вещам группы.
В 1978 году Стюарт, не удовлетворенный эволюцией группы в сторону большей импровизации, плохой организацией работы и частой отменой концертов в последний момент, неожиданного уходит из группы. Вместо него после двухлетнего отсутствия вернулся Гоуэн. Однако новых записей у National Health больше не выходило, и после нескольких туров по США и странам Европы в 1979-80 годах группа распалась.
Когда в 1981 году Гоуэн умер от лейкемии, Миллер (который продолжал с ним работать и после распада National Health) реформировал группу, вернув туда Стюарта, для небольшой серии концертов и выпуска трибьют-альбома D.S. Al Coda, составленного из ранее не изданных работ Гоуэна и двух каверов Gilgamesh.
Впоследствии Стюарт и Гривс начали успешную карьеру в поп-музыке, а Миллер и Пайл играли вместе, в частности, в группе In Cahoots.
Альбом 1978 года Of Queues and Cures на данный момент стоит в списке лучших альбомов по версии сайта прогрессивного рока Gnosis.

## Дискография

### Альбомы
- National Health (1977)
- Of Queues and Cures (1978)
- D.S. Al Coda (1982)
- Complete (1990; бокс-сет, включающий в себя все три студийных альбома и два бонус-трека)
- Missing Pieces' (1996; архивные материалы, записанные большей частью до образования National Health)
- Playtime (2001; концертная запись 1979 года)